# Leopold Rütimeyer
Leopold Rütimeyer (* 1856 in Basel; † 1932) war ein Schweizer Mediziner, Ethnograf und Professor an der Universität Basel.

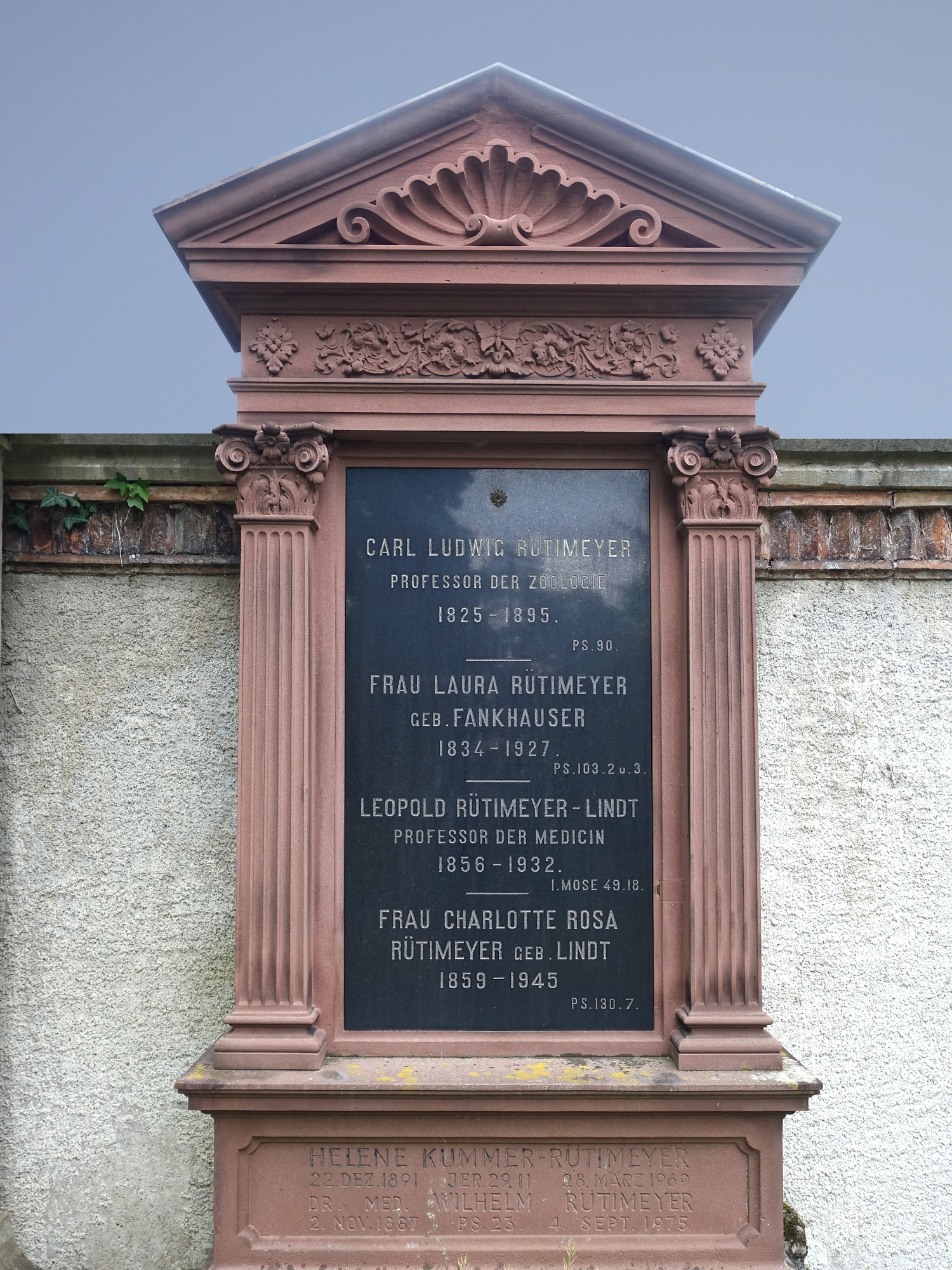
Grab, Wolfgottesacker, Basel

Er studierte in Basel sowie in Leipzig, Berlin und Wien. 1881 wurde er in Basel promoviert, wo er sich auch 1887 für Innere Medizin habilitierte. Ab 1907 war er ausserordentlicher Professor.
Neben seinem Beruf als Mediziner beschäftigte er sich mit Studien zur Ethnografie und Prähistorie.  Der Schweizer Mediziner und Anatom Ludwig Rütimeyer war sein Vater. 1884 heiratete er Charlotte Rosina Lindt.
Seine letzte Ruhestätte fand er auf dem Wolfgottesacker in Basel.

## Schriften
- L. Rütimeyer-Lindt: Tal- und Bergfahrten auf der Sinai-Halbinsel. In: Jahrbuch schweiz. Alpenclub. Band 25, 1890, S. 241–280 (Archive)
- Leopold Rütimeyer (Hrsg.): Ludwig Rütimeyer. Briefe und Tagebuchblätter. Huber & Co., Frauenfeld 1906 (Archive)
- Ur-Ethnographie der Schweiz. Ihre Relikte bis zur Gegenwart mit prähistorischen und ethnographischen Parallelen. In: Schriften der Schweizerischen Gesellschaft für Volkskunde XVI, Basel 1924